# Emma Baratta
Emma Baratta (5 de julio de 1984) es una deportista estadounidense que compitió en esgrima, especialista en la modalidad de sable. Ganó una medalla de plata en el Campeonato Mundial de Esgrima de 2004, en la prueba por equipos.

## Palmarés internacional
| Campeonato Mundial | Campeonato Mundial          | Campeonato Mundial | Campeonato Mundial |
| Año                | Lugar                       | Medalla            | Prueba             |
| ------------------ | --------------------------- | ------------------ | ------------------ |
| 2004               | Nueva York (Estados Unidos) | Medalla de plata   | Sable por equipos  |